# Un loc pentru noi
A Place for Us este romanul de debut al lui Fatima Farheen Mirza⁠(d), publicat în New York pe 12 iunie 2018. Este prima carte publicată de noul imprint al lui Sarah Jessica Parker, SJP for Hogarth. Romanul se concentrează pe experiențele variate ale unei familii indian-musulmane care trăiește în nordul Californiei, încercând să găsească un echilibru între tradiție și modernitate. Familia de cinci membri este lăsată să caute un loc pe care să-l numească acasă, atât în sens metaforic, cât și literal. Cititorii primesc o privire asupra vieții de familie de la început, de la momentul în care Layla află despre propunerea lui Rafiq, până la sosirea lor în America și la modul în care cei trei copii se află într-o luptă între a trăi propria viață și a urma așteptările culturii și ale părinților lor.

## Despre autor
Fatima Farheen Mirza s-a născut în California, SUA, în 1991. Ambii părinți ai ei sunt de origine indiană. A absolvit Iowa Writers’ Workshop, unde a fost beneficiara Michener-Copernicus Fellowship. Este căsătorită cu actorul britanic Riz Ahmed.

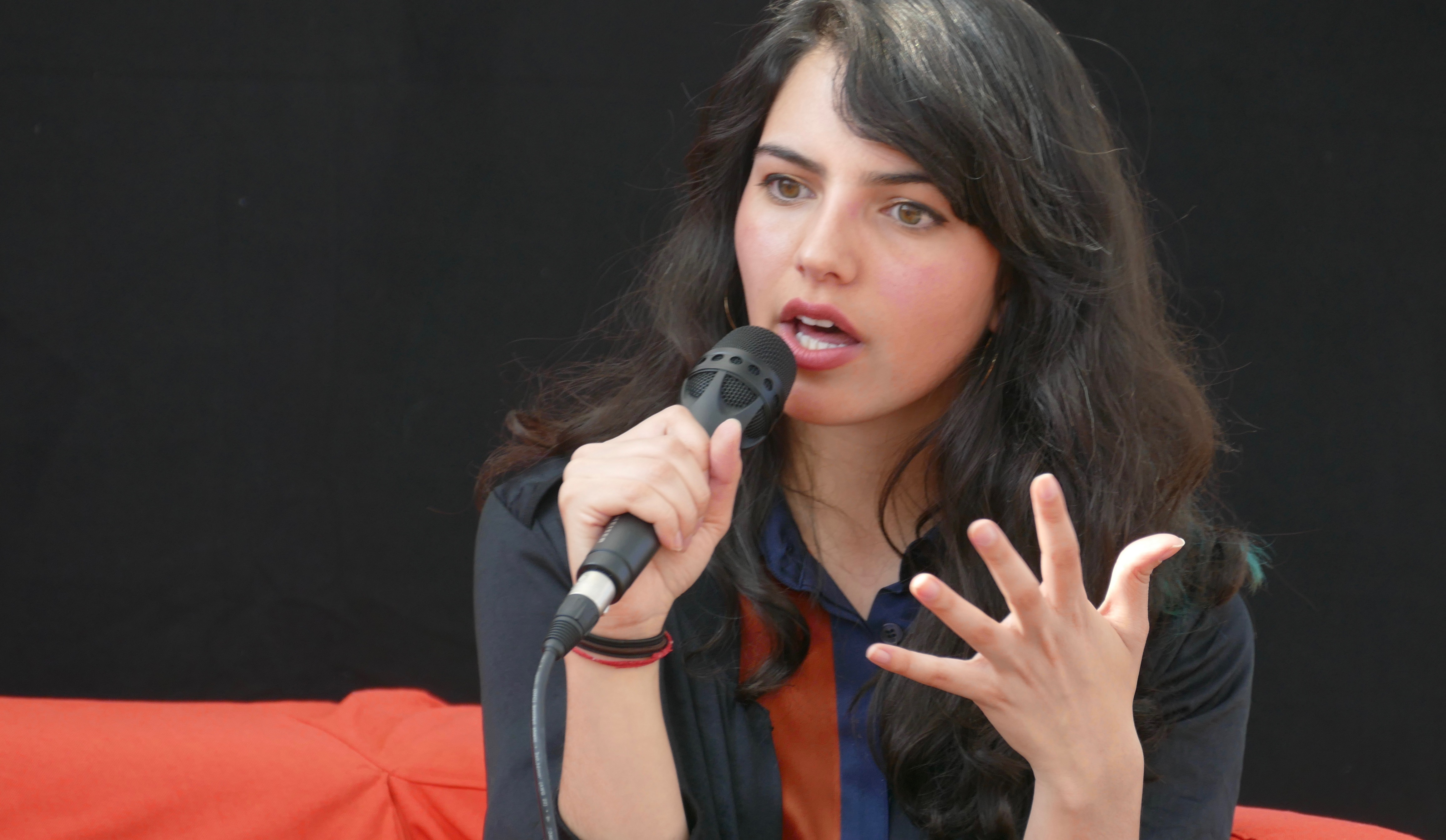
Fatima Farheen Mirza în martie 2019.

## Complot
Cartea este împărțită în patru părți.
Partea întâi începe cu nunta fiicei celei mai mari, Hadia, în California de Nord. În loc să accepte o căsătorie aranjată, Hadia decide să își construiască viața alături de un bărbat pe care l-a ales, Tariq, pe care l-a cunoscut la școala medicală. Hadia decide să-l invite pe fratele lor, Amar, care se întoarce după trei ani de tăcere și distanță față de familia sa. El se confruntă cu familiaritatea fețelor din viața sa anterioară atunci când salută oaspeții, printre care și prima lui iubire, Amira Ali. Familia lui îl urmărește de la distanță, având grijă să nu spună nimic care să-l supere. Mama lor, Layla, aleargă frenetic, ocupându-se de invitați și asigurându-se că evenimentul fiicei sale se desfășoară fără probleme. Ea caută în mulțime să-l găsească pe soțul ei, Rafiq, pentru a-l privi și a împărtăși un moment de apreciere pentru tot ce au realizat în viață.
Partea a doua a cărții le oferă cititorilor o privire asupra trecutului, oferind o înțelegere a modului în care totul a condus la nuntă. Deschide cu o amintire a Zilei Independenței, prima pe care Hadia își amintește că a sărbătorit-o. Cei trei frați tineri l-au rugat pe tatăl lor să-i ducă să vadă focurile de artificii. Hadia și sora ei, Huda, stau împreună, cu picioarele încrucișate, ochii lor luminându-se de uimire la vederea artificiilor. Un tânăr Amar, în schimb, se sprijină de mama lui, cu ochii mari, plini de mirare.
Scena sare la o tânără Layla în India, care discută cu sora ei mai mică, Sara, despre o propunere posibilă din partea unui bărbat numit Rafiq din America. Ea se întreabă despre casele și drumurile de acolo și dacă va urma pe Rafiq în America.
Ca tineri copii, Hadia se îngrijorează pentru Amar, care minte pentru a o proteja pe ea și pe Huda, supărați mai mult tatăl lor. Ea reflectă la înțelegerea ei despre gelozie, ascultând comentariile mamei sale despre alte femei. De asemenea, se gândește la cum se simte atunci când alte fete vorbesc despre Abbas Ali, dragostea ei din copilărie.
Rafiq vine acasă într-o noapte cu vestea că Abbas a murit într-un accident de mașină. Atât Hadia, cât și Amar, se alătură lui Rafiq în mașină pentru a se opri la casa familiei Ali pentru a plânge împreună cu ei. Amar se oprește în camera Amirei (sora mai mică a lui Abbas), amândoi găsind o ușoară mângâiere în prezența celuilalt.
Layla călătorește înapoi acasă în Hyderabad, India, fără restul familiei. Ea caută confort în rugăciunile sale și în dragostea pentru Dumnezeu. Amar se ia la bătaie la școală atunci când trei băieți îl colxează în vestiare și îi spun să se întoarcă în țara lui. Ei îi spun că Rafiq arată ca un terorist, iar Amar lovește primul băiat. Când infirmiera școlii îl sună pe Rafiq să vină să-l ia, Amar își dorește ca mama lui să fie cea care vine să-l ia în schimb.
Layla călătorește înapoi acasă în Hyderabad, India, fără restul familiei. Ea caută confort în rugăciunile sale și în dragostea pentru Dumnezeu. Amar se ia la bătaie la școală atunci când trei băieți îl colxează în vestiare și îi spun să se întoarcă în țara lui. Ei îi spun că Rafiq arată ca un terorist, iar Amar lovește primul băiat. Când infirmiera școlii îl sună pe Rafiq să vină să-l ia, Amar își dorește ca mama lui să fie cea care vine să-l ia în schimb.
Cu câteva luni înainte de absolvirea Hadiei, ea își duce frații mai mici la o cofetărie. Amar se destăinuie surorilor sale; le spune că simte că nu mai aparține la școală din cauza faptului că este musulman. La masjid, se luptă să asculte predicile religioase. Își amintește de vremea când el și Abbas discutau povești religioase și cum își promiteau că, într-o zi, vor pleca și vor crea o viață pentru ei înșiși.
Layla găsește o cutie în camera lui Amar care conține o fotografie cu Amira și intră în panică, temându-se că Amira va fi o distragere pentru Amar. Din această cauză, ea merge la casa familiei Ali pentru a discuta cu mama lui Amira și a dezvălui relația dintre copiii lor. Părinții lui Amira o obligă pe aceasta să pună capăt relației cu Amar, din cauza reputației sale proaste.
La o cină de familie, ultima înainte ca Hadia să plece la școala de medicină, Hadia întreabă dacă cineva a văzut ceasul ei, ceea ce îl face pe Rafiq să-l acuze pe Amar. Amar rămâne tăcut și simte că își privește viața din perspectiva altcuiva. Se îngrijorează că inima lui este prea pătrunsă de păcate și că nu poate să se recupereze. Se destăinuie pilulelor pentru a face față pierderii lui Abbas, a lui Amira și a ceea ce crede el că este pierderea iubirii părinților săi.
Partea a treia se deschide din nou la nunta Hadiei. Părinții observă că Amira și Amar vorbesc. Amar este surprins că Amira i-a cerut să vorbească cu el în privat. El face un efort activ să se prefacă că nu o mai iubește, deși știe că, chiar dacă va găsi altă femeie, o va iubi mereu pe Amira. Îi arată cicatricile de la acele și o roagă să nu spună nimănui. Amar se destăinuie ei și îi spune că a avut multe dificultăți după ce s-au despărțit. Amira îi spune că a fost mama lui care a venit la casa ei pentru a-i spune mamei despre relația lor. Amar începe să-și piardă controlul și începe să bea la un bar din apropiere. Stă afară, încercând să se recupereze, astfel încât să poată să se întoarcă pentru fotografia de familie. Layla îi trimite pe Rafiq să-l caute pe Amar pentru fotografia de familie. Amar își dă seama că este obosit de atâta furie și plânge în brațele tatălui său.
Partea a patra este din perspectiva lui Rafiq, care vorbește cu Amar, ca și cum ar fi fost acolo lângă el. Când Rafiq îmbătrânește, este internat în spital, unde Hadia lucrează acum ca doctor. Este prima dată când are ocazia să o vadă lucrând. Hadia este acum o doctor respectată și mamă a doi copii. Rafiq vorbește cu Amar despre nepoții săi, Abbas și Tahira, și observă că acum este mult mai calm și iubitor. Se găsește aruncând examenele vechi ale lui Amar, doar pentru a le scoate din coșul de gunoi și a le pune în sertarul biroului său. Rafiq își amintește greșelile sale și locurile unde a greșit cu Amar, recunoscând că a crezut că este vina lui că Amar a plecat.

## Personaje

### Major

#### Amar
Amar este cel mai tânăr dintre frați și singurul băiat din familie. El joacă un rol central în întreaga poveste și este unul dintre naratori. De-a lungul cărții, Amar se luptă să își definească cine este cu adevărat, iar tulburările emoționale prin care trece îl determină să se comporte impulsiv și să își exprime nemulțumirile. Relația sa fluctuabilă cu religia pune o presiune mare pe relațiile sale cu părinții. Amar nu reușește să își găsească locul în cadrul familiei, simțindu-se de multe ori ca și cum ar privi totul din afară, ca un observator al propriei sale vieți. Această luptă cu identitatea și apartenența este un tema centrală a poveștii, care arată cum conflictele interne pot influența relațiile familiale și procesul de maturizare.

#### Hadia
Hadia este unul dintre cele patru personaje principale/naratori. Nunta ei este unul dintre momentele cheie din întreaga carte, unde cititorii sunt martori atât la momentul în care ea se căsătorește ca adult, cât și la scene din copilăria ei pentru a arăta cum a ajuns în acest punct. Fiind cea mai mare dintre fete, Hadia se luptă cu cât de stricți sunt părinții ei, ceea ce o face să simtă invidie față de Amar din cauza indulgenței pe care o au față de el.

#### Rafiq
Cititorii primesc priviri asupra vieții lui Rafiq atunci când el și noua lui soție s-au mutat în America. Rafiq este prezentat ca un tată rece și rezervat. De multe ori este destul de sever cu copiii săi, în special cu Amar. Ultimul capitol al cărții este din punctul de vedere al lui Rafiq, și se dezvăluie că a fost diagnosticat cu o tumoare la creier. Rafiq reflectează asupra relației sale cu Amar și își dă vina pe el însuși pentru faptul că Amar a fugit.

#### Layla
Layla este văzută ca o mamă cu inima blândă și se arată că are o legătură specială cu fiul ei, Amar. Cititorii primesc fragmente din viața Laylei, de la momentul în care discută despre o posibilă logodnă în India cu sora ei mai mică, până la viața ei de căsătorie cu Rafiq și copii. Layla alege să păstreze pacea cu Rafiq, în loc să-l provoace și să se certe. Ea se supără de felul în care el țipă la copii, dar crede că el se reține mereu atunci când se ceartă cu ea. Ea își vede soțul ca o binecuvântare constantă în viața ei.

### Minor

#### Huda
Huda este sora mijlocie și, de obicei, se află pe marginea haosului din jurul ei. Cititorii primesc doar anumite fragmente din viața Hudei, ceea ce o face să fie văzută ca un personaj secundar în drama care înconjoară restul familiei sale.

#### Abbas
Abbas Ali este unul dintre băieții musulmani din comunitatea lor. Abbas a fost primul băiat de care Hadia s-a îndrăgostit în secret. Ca adolescent, Abbas îl ia sub aripa lui pe Amar. Moartea bruscă a lui Abbas într-un accident de mașină a afectat profund atât pe Hadia, cât și pe Amar. Amar a pierdut pe cineva pe care îl considera un frate și un confident, iar Hadia a pierdut o șansă la iubirea adevărată, la potențialul a ceea ce viața ei ar fi putut să fie.

#### Amira
Amira este sora mai mică a lui Abbas și interesul romantic al lui Amar. După moartea lui Abbas, Amira și Amar au început o relație secretă.

## Recepție critică
Pe Book Marks, de la zece critici: patru „rave”, trei „pozitive” și trei „mixte”. 
Un loc pentru noi și-a făcut loc pe lista celor mai vândute cărți din New York Times . Cartea a fost prezentată ca una dintre cele mai bune cărți ale anului 2018 de NPR,  Refinery29,  și The Washington Post . 